# Jan H. van der Zee

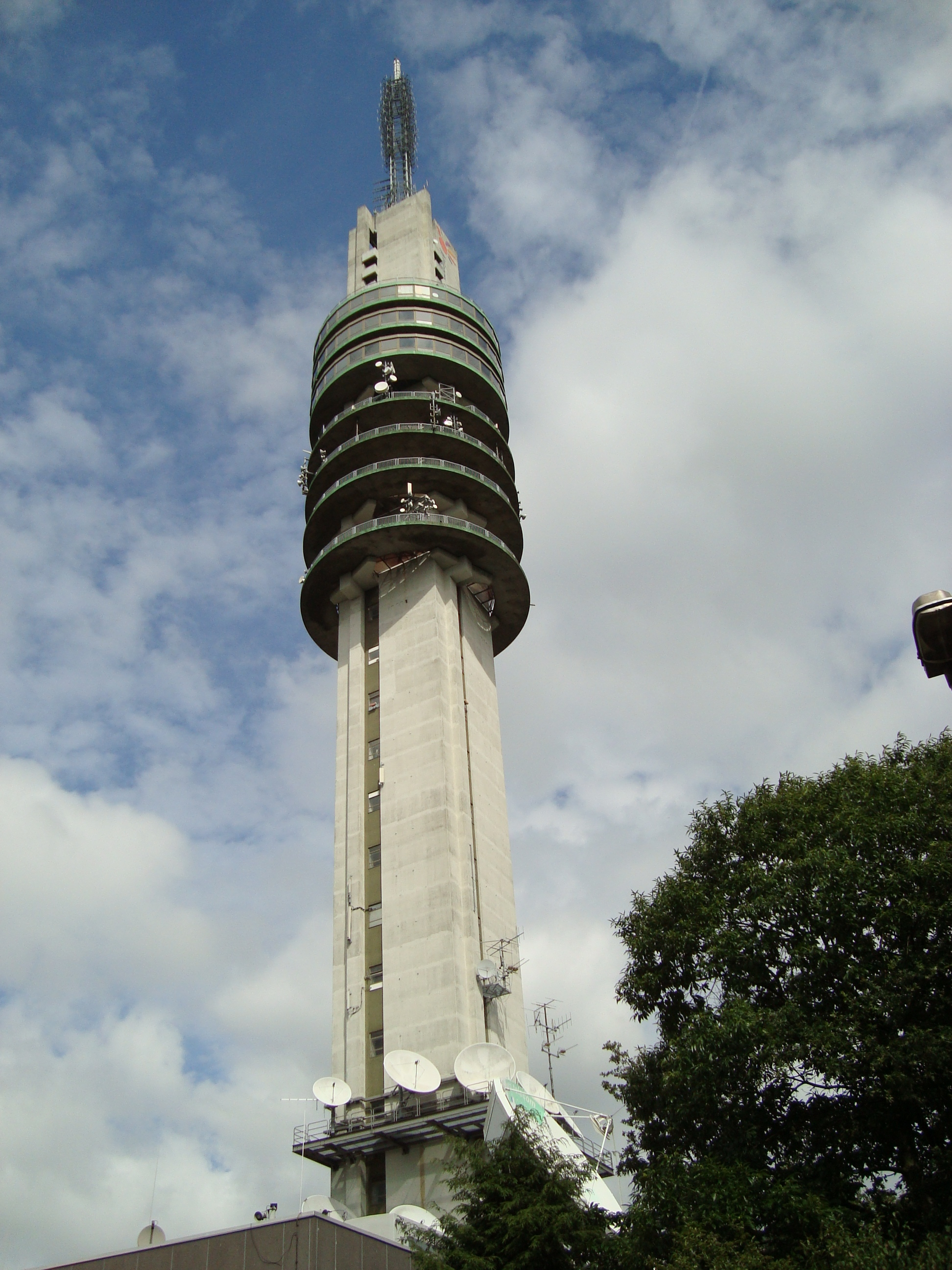
De omroeptoren in Hilversum.

Jan H. van der Zee (26 juli 1920 - 27 april 1996) was een Nederlands architect. Zijn bekendste werken zijn de omroeptoren en het Mediapark in Hilversum.
Van der Zee, die afkomstig was uit Bussum, ontwierp ook meerdere gereformeerde kerken, zowel in moderne stijl als modernistisch. Daarnaast ontwierp hij scholen, bejaardencentra, een overslagbedrijf en de eerste televisiestudio van de Nederlandse Televisie Stichting. Met A. Meijer had hij een architectenbureau in Hilversum.
Lijst van gebouwen van Van der Zee:
- (voormalige) gereformeerde kerk in Luttelgeest, Flevoland, 1954, met A. Meijer
- Woestduinkerk (Jacobuskapel), Amsterdam, met A. Meijer, 1955, gesloopt in 2014
- (voormalige) gereformeerde kerk in Rutten, Flevoland, 1957, met A. Meijer
- Kruiskerk, in Huizen (NH), 1958, met A. Meijer
- Schoolgebouw Nobelweg 4-6, Amsterdam, 1958-1959, met A. Meijer en mozaïek van Berend Hendriks
- Media Park (Omroepkwartier), Hilversum, jaren 1960
- Tabernakelkerk in Apeldoorn Zuid, 1966, met J. Valk
- Omroeptoren van Hilversum, 1973, met A. Auer
- Decorcentrum, Media Park, Hilversum, 1974